# 제18방면군
제18방면군(第18方面軍 다이쥬하치호멘군[*])은 옛 태국 주둔군, 제39군으로, 일본 제국 육군의 방면군이었다. 통칭호는 "옳은(義 기[*])병단".

## 역사
1943년 1월 4일, 태국을 책임 지역으로 관할하는 남방군 소속 태국 주둔군으로서 방콕에서 창설되었다.
1944년 12월 14일, 서수를 부여받고 제39군으로 재편성었다.
1945년 7월 18일, 연합국의 공격에 대비하기 위해 제18방면군으로 재편성되었다.
어떠한 전투를 겪지 않고 종전을 맞이하였다.

## 조직

### 지휘부
태국 주둔군/제39군/제18방면군 사령관
1. 중장 나카무라 아케토; 1943년 1월 4일 ~ 종전

태국 주둔군 참모장
1. 소장 모리야 세이지; 1943년 1월 4일 ~ 1월 21일[2]
2. 소장 야마다 구니타로; 1943년 1월 21일 ~ 1944년 11월 22일
3. 소장 하마다 히토시; 1944년 11월 22일 ~ 12월 20일

제39군 참모장
1. 소장 하마다 히토시; 1944년 12월 20일 ~ 1945년 7월 9일
2. 소장 하나야 다다시; 1945년 7월 9일 ~ 7월 14일

제18방면군 참모장
1. 소장 하나야 다다시; 1945년 7월 14일 ~ 종전

### 편성
종전시
- 제15군
  - 제4사단
- 제15사단
- 제22사단
- 독립 혼성 제29여단
- 제5공병대사령부: 소장 고바야시 모키치
- 남방군 제6통신대
- 남방군 제2헌병대: 소좌 도쿠다 유타카
- 병참부대
  - 제89병참지구대 본부: 연대장 시모무라 리키
  - 남방 제16육군병원: 군의 도시오 도구라
  - 제133병참병원 - 반폼
  - 제148병참병원 - 나콘빠톰: 군의중좌 이시무라 다케오
  - 제34야전방역급수부
- 방면군 보급창
  - 병참병마창: 수의중좌 스기오 히카게노카즈라
  - 군마방역창
  - 야전병기창: 대좌 가지야 가와가쿠
  - 야전자동차창: 대좌 니노미야 구니히코
  - 야전화물창: 주계중좌 요시카와 다쓰로

## 계보
- 1943년 1월 4일, 泰国駐屯軍 타이고쿠 츄토군[*]
→태국 주둔군
- 1944년 12월 14일, 第39軍 다이산쥬큐군[*]
→제39군
- 1945년 7월 7일, 第18方面軍 다이쥬하치호멘군[*]
→제18방면군

## 참고
1. ↑  Madej 1981.
2. ↑  Toyama 1981, 407쪽.

- Madej, Victor (1981). 《Japanese Armed Forces Order of Battle, 1937–1945》 (영어). Game Publishing Company. ASIN B000L4CYWW.
- 外山操 (1981). 《陸海軍将官人事総覧 陸軍篇》 (일본어). 芙蓉書房.